# أودزاسي (كونييتش)
أودزاسي (بالسيريلية Оџаци) هي قرية في البوسنة والهرسك. وهي تقع في بلدية كونييتش التابعة لكانتون الهرسك-نيريتفا في اتحاد البوسنة والهرسك. طبقا لنتائج تعداد البوسنة عام 2013 فقد كان عدد سكانها 80 نسمة.

## التاريخ
تقع على أراضي القرية ثلاثة مقابر مدرجة على قائمة الآثار الوطنية للبوسنة والهرسك.

## التركيبة السكانية

### التطور التاريخي للسكان
| 1961 | 1971 | 1981 | 1991 | 2013 |
| ---- | ---- | ---- | ---- | ---- |
| 169  | 177  | 153  | 105  | 80   |

### المجتمع المحلي
في عام 1991 كان المجتمع المحلي للقرية يتألف من 1,097 نسمة وهم موزعون على النحو التالي:

## وصلات خارجية
- Maplandia (بالإنجليزية)